# Heterusia binotata
Heterusia binotata är en fjärilsart som beskrevs av W. Warren 1904. Heterusia binotata ingår i släktet Heterusia och familjen mätare. Inga underarter finns listade i Catalogue of Life.